# Рехорст
Рехорст (њем. Rehhorst) општина је у њемачкој савезној држави Шлезвиг-Холштајн. Једно је од 55 општинских средишта округа Штормарн. Према процјени из 2010. у општини је живјело 709 становника. Посједује регионалну шифру (AGS) 1062059.

## Географски и демографски подаци
Рехорст се налази у савезној држави Шлезвиг-Холштајн у округу Штормарн. Општина се налази на надморској висини од 62 метра. Површина општине износи 16,2 km². У самом мјесту је, према процјени из 2010. године, живјело 709 становника. Просјечна густина становништва износи 44 становника/km².